# Sant Climent (Menorca)
El poble de Sant Climent és un nucli tradicional del terme de Maó, amb 557 habitants. S'urbanitzà el 1817 sobre terrenys de l'antiga garriga de Mussuptà. En realitat, aquesta data tan recent és la de l'intent d'agrupar de forma estructurada una població dispersa existent, ja que la zona de Sant Climent ha estat molt poblada des d'època antiga. L'actual església, construïda el 1889 obra de l'arquitecte català Antoni Vila Palmés, va substituir-ne una d'anterior, del segle xvii, i ocupa un lloc centralitzador al poble. Sant Climent tenia un cós per a les corregudes i des de 1905 compta amb cementiri propi. El tercer cap de setmana d'agost Sant Climent celebra la seva festa patronal, dedicada al sant que porta el nom del poble. Com totes les festes menorquines, la celebració es fa al voltant dels cavalls.
Tot i que, com a poble, Sant Climent no té més de dos segles d'història, ha estat històricament una de les zones més poblades de l'illa.